# Indie-Spiel
Ein Indie-Spiel (kurz für Independent) ist ein Computerspiel, das mit deutlich niedrigerem Budget als AAA-Spiele auskommt und oftmals im Selbstverlag erscheint. Indie-Spiele können jedoch auch kommerziell sehr erfolgreich sein, weshalb der Übergang fließend und die Kategorisierung mitunter strittig ist. Kennzeichnend ist der primäre Fokus auf das Spiel selbst anstatt auf die Monetarisierung. Da das Budget niedrig ist, können mutige Ideen auch scheitern, ohne die Geldgeber gleich zu ruinieren. Teils entspringen die Konzepte auch Game Jams wie dem Ludum Dare. Finanziert wird durch Crowdfunding, Privatkredite, aber mitunter auch über projektbezogene Finanzierung durch große Verleger. Da die Kosten für Großproduktionen immer weiter steigen ist der Fokus dort die Risikominimierung. Gleichzeitig werden für große Publisher auch kleine Projekt zunehmend attraktiv. Mitunter wird wie Verlagsgeschäft üblich auch auf klassische Fortsetzungen bekannter Marken gesetzt. Ebenso werden Exklusiv-Angebote mit Plattformbetreibern zunehmend häufiger getätigt. Auch Entwickler von Spiel-Engines passten ihr Vertriebsmodell von hohen Vorabkosten auf kostenfreie Nutzung bei Gewinnbeteiligung im Erfolgsfall an. Messen wie die Gamescom weisen eigene Areale aus, die für Indie-Spiele reserviert sind. Wegweisend war vor allem die digitale Distribution etwa auf Plattformen wie Steam und Initiativen wie Steam Greenlight. Für Bekanntheit sorgten auch DRM-freie Pay what you want Modelle wie das Humble Indie Bundle. Mit itch.io gibt es auch Plattformen, die sich auf das Indie-Segment spezialisiert haben. Die Website IndieDB bietet Indie-Entwicklern ebenfalls eine Bühne und veranstaltet zum Jahresende eine Preisverleihung. Das Independent Games Festival schüttet hierbei auch Preisgelder aus.